# Bolitaeninae
Bolitaenidae
Sous-famille
Les Bolitaeninae sont une sous-famille d'octopodes de la famille des Amphitretidae (sous-ordre des Incirrina). Cette sous-famille est parfois considérée comme une famille à part entière sous le taxon Bolitaenidae directement rattaché à l'ordre des Octopoda.

## Description
Ce sont de petits mollusques qui vivent dans les océans tropicaux à tempérés. Ils possèdent de petits bras avec qu'une seule série de ventouses. Leurs yeux sont latéralement comprimés ressemblant à des soucoupes.

## Liste des genres
Selon World Register of Marine Species (21 mars 2025) :
- Bolitaena Steenstrup, 1859
- Japetella Hoyle, 1885

## Systématique
Le nom valide complet (avec auteur) de ce taxon est Bolitaeninae Chun, 1911.
Certaines sources continuent de considérer ce taxon comme une famille, les Bolitaenidae, rattachée directement à l'ordre des Octopoda.
Bolitaeninae a pour synonyme :
- Bolitaenidae Chun, 1911